# 2006年國際足協世界盃外圍賽
2006年國際足協世界盃外圍賽中，國際足聯给六大足協（亚洲足球联合会（AFC）、欧洲足球协会联盟（UEFA）、南美洲足球联合会（CONMEBOL）、非洲足球联合会（CAF）、中北美及加勒比海足球协会（CONCACAF）、大洋洲足球联合会（OFC））分配出总共32個2006年世界盃席位，再根據各洲實力決定每個洲的出線球隊个数，分配如下：
- 歐洲 - 51隊，14個出線席位（德國以主辦國身份直接出線）
- 非洲 - 51隊，5個出線席位
- 南美洲 - 10隊，4.5個出線席位
- 亞洲 - 39隊，4.5個出線席位
- 中，北美洲及加勒比海 - 34隊，3.5個出線席位
- 大洋洲 - 12隊，0.5個出線席位

本屆外圍賽原先希望大洋洲能夠得到1個出線席位，但許多人反對這樣做會讓澳洲直接晉身決賽周，畢竟澳洲在大洋洲中實力最強，加上論大洋洲的規模（只有12隊，而且大部分球隊的實力太低）根本不值得獲得1個席位，最終2003年6月否決大洋洲冠軍自動晉級世界盃決賽周的議案，而大洋洲冠軍仍會與南美洲的第5名爭取決賽周，而澳洲已經決定由2006年開始加入亞洲足協，並於2010年世界盃外圍賽以亞洲球隊身分參加外圍賽。
除了南美洲區無須抽籤外，其他洲份的外圍賽於2003年12月5日進行抽籤，而南美足協（CONMEBOL）成員以聯賽在小組比賽，外圍賽於2004年1月展開。

## 出線隊伍

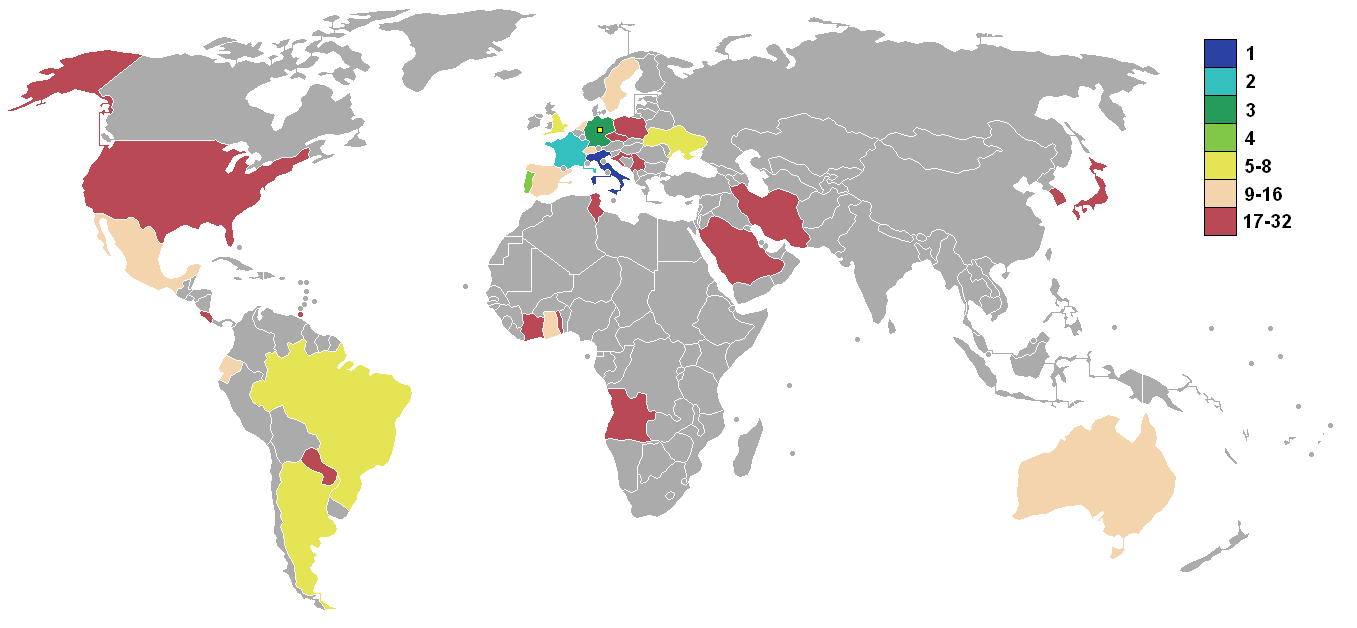
晉級球隊

| 球隊                   | 出席次數 | 連續出席次數 | 上次出席決賽週年份 |      |
| 歐洲                   | 歐洲     | 歐洲         | 歐洲               | 歐洲 |
| ---------------------- | -------- | ------------ | ------------------ | ---- |
| 德國（主辦國）         | 16次     | 14次         | 2002年             |      |
| 意大利                 | 16次     | 12次         | 2002年             |      |
| 西班牙                 | 12次     | 8次          | 2002年             |      |
| 英格蘭                 | 12次     | 3次          | 2002年             |      |
| 法國                   | 12次     | 3次          | 2002年             |      |
| 瑞典                   | 11次     | 2次          | 2002年             |      |
| 塞黑                   | 10次     | 1次          | 1998年(1)          |      |
| 荷蘭                   | 8次      | 1次          | 1998年             |      |
| 瑞士                   | 8次      | 1次          | 1994年             |      |
| 波蘭                   | 7次      | 2次          | 2002年             |      |
| 葡萄牙                 | 4次      | 2次          | 2002年             |      |
| 克羅地亞               | 3次      | 3次          | 2002年             |      |
| 捷克                   | 1次      | 1次          | 1990年(2)          |      |
| 烏克蘭                 | 1次      | 1次          | 首次               |      |
| 非洲                   |          |              |                    |      |
| 突尼西亞               | 4次      | 3次          | 2002年             |      |
| 迦納                   | 1次      | 1次          | 首次               |      |
| 多哥                   | 1次      | 1次          | 首次               |      |
| 科特迪瓦               | 1次      | 1次          | 首次               |      |
| 安哥拉                 | 1次      | 1次          | 首次               |      |
| 南美洲                 |          |              |                    |      |
| 巴西                   | 18次     | 18次         | 2002年             |      |
| 阿根廷                 | 14次     | 9次          | 2002年             |      |
| 巴拉圭                 | 7次      | 3次          | 2002年             |      |
| 厄瓜多爾               | 2次      | 2次          | 2002年             |      |
| 亞洲                   |          |              |                    |      |
| 南韓                   | 7次      | 6次          | 2002年             |      |
| 沙地阿拉伯             | 4次      | 4次          | 2002年             |      |
| 日本                   | 3次      | 3次          | 2002年             |      |
| 伊朗                   | 3次      | 1次          | 1998年             |      |
| 中北美洲及加勒比海地區 |          |              |                    |      |
| 墨西哥                 | 13次     | 4次          | 2002年             |      |
| 美國                   | 8次      | 5次          | 2002年             |      |
| 哥斯達黎加             | 3次      | 2次          | 2002年             |      |
| 千里達                 | 1次      | 1次          | 首次               |      |
| 大洋洲                 |          |              |                    |      |
| 澳洲                   | 2次      | 1次          | 1974年             |      |

## 外圍賽階段

### 歐洲區
每組的首名直接晉身2006年世界盃決賽周，而在八組中兩隊成績最佳的第二名都會晉身2006年世界盃決賽周。其餘六組的第二名進行雙循環的附加賽，最終勝出的三隊可晉身決賽周。
- 粗體字代表出線外圍賽
- 斜體字代表進入附加賽階段
- 斜體粗字及代表經附加賽出線的球隊

| 第一組        | 第二組        | 第三組                  | 第四組      |
| ------------- | ------------- | ----------------------- | ----------- |
| 1. 荷蘭       | 1. 乌克兰     | 1. 葡萄牙               | 1. 法國     |
| 2. 捷克       | 2. 土耳其     | 2. 斯洛伐克             | 2. 瑞士     |
| 3. 羅馬尼亞   | 3. 丹麦       | 3. 俄羅斯               | 3. 以色列   |
| 4. 芬兰       | 4. 希腊       | 4. 爱沙尼亚             | 4. 爱尔兰   |
| 5. 北馬其頓   | 5. 阿尔巴尼亚 | 5. 拉脫維亞             | 5. 賽普勒斯 |
| 6. 亞美尼亞   | 6.            | 6. 列支敦斯登           | 6. 法罗群岛 |
| 7. 安道尔     | 7.            | 7. 盧森堡               |             |
| 第五組        | 第六組        | 第七組                  | 第八組      |
| 1. 義大利     | 1. 英格兰     | 1. 塞爾維亞與蒙特內哥羅 | 1.          |
| 2. 挪威       | 2. 波蘭       | 2. 西班牙               | 2. 瑞典     |
| 3. 苏格兰     | 3. 奥地利     | 3.                      | 3. 保加利亚 |
| 4. 斯洛維尼亞 | 4. 北爱尔兰   | 4. 比利时               | 4. 匈牙利   |
| 5. 白俄羅斯   | 5.            | 5. 立陶宛               | 5. 冰島     |
| 6. 摩尔多瓦   | 6.            | 6. 圣马力诺             | 6. 馬爾他   |

歐洲區外圍賽各分組成績及賽程資料可參見2006年世界盃-歐洲區外圍賽。

### 南美洲區
南美州區的世界盃外圍賽是於2003年9月開始，外圍賽是以全部十隊進行雙循環的對賽（主場和作客）。18 場結束後，首 4 名隊伍可直接晉身2006年世界盃決賽週，而第 5 名的國家隊要和大洋州區的優勝者進行兩回合的附加賽，最後的勝利者進入 32 強決賽。
2005年6月8日，阿根廷 3–1 擊敗巴西後已經肯定2006年世界盃決賽周。另外，巴西於9月4日以 5–0 戰勝智利後已肯定成功晉身決賽周，而厄瓜多爾及巴拉圭均在最後一場才確定出線。

### 非洲區
非洲區共有5個名額：出線球隊有
- 多哥:10月8日以3-2反勝剛果，小組領先塞內加爾2分而出線
- 加納:10月8日3-0取勝對手，另一方面南非只同剛果民主共和國打成2-2，令加納壓倒對方出線
- 象牙海岸:10月8日因為喀麥隆與埃及打成1-1，令3-0擊敗對手的象牙海岸得以以一分優勢力壓喀麥隆出線
- 安哥拉:10月8日安哥拉及奈及利亞各自擊敗對手，但兩隊的對賽成績中安哥拉比較好而出線
- 突尼西亞:10月8日突尼西亞成功主場迫和小組次名摩洛哥，1分壓倒對方出線

粗體字代表出線外圍賽
| 第一組        | 第二組            | 第三組      | 第四組        | 第五組      |
| ------------- | ----------------- | ----------- | ------------- | ----------- |
| 1. 多哥       | 1. 迦納           | 1. 象牙海岸 | 1. 安哥拉     | 1. 突尼西亞 |
| 2. 塞內加爾   | 2. 剛果民主共和國 | 2. 喀麥隆   | 2. 奈及利亞   | 2. 摩洛哥   |
| 3. 尚比亞     | 3. 南非           | 3. 埃及     | 3.            | 3. 幾內亞   |
| 4. 剛果共和國 | 4. 布吉納法索     | 4. 利比亞   | 4. 加蓬       | 4. 肯雅     |
| 5. 馬利       | 5. 佛得角         | 5. 蘇丹     | 5. 阿爾及利亞 | 5. 博茨瓦納 |
| 6. 賴比瑞亞   | 6. 烏干達         | 6. 貝南     | 6. 盧旺達     | 6. 馬拉威   |

非洲區外圍賽第一圈成績及各分組賽成績和賽程可參見2006年世界盃-非洲區外圍賽。

### 大洋洲區
大洋洲區有0.5個名額，須與南美洲區第五名代表爭奪一個決賽周席位
 澳洲成為大洋洲區的代表須與南美洲區第五名代表爭取出線。
2005年9月3日， 澳洲於大洋洲區決賽首回合以7-0大勝 所羅門群島其後於9月6日以2-1再次擊敗對方而成為大洋洲區代表。
大洋洲區外圍賽第一圈分組賽成績可參見2006年世界盃-大洋洲區外圍賽

### 亞洲區
- 粗體字代表出線決賽周
- 斜體字代表出線附加賽階段

|    | A組          |    | B組  |
| -- | ------------ | -- | ---- |
| 1. | 沙烏地阿拉伯 | 1. | 日本 |
| 2. | 南韓         | 2. | 伊朗 |
| 3. | 烏茲別克     | 3. | 巴林 |
| 4. | 科威特       | 4. | 北韓 |

亞洲區外圍賽首圈及次圈詳細比數以及各分組賽成績可參見2006年世界盃-亞洲區外圍賽。2005年8月18日，沙烏地阿拉伯、日本、南韓以及伊朗都已正式晉身2006年世界盃的決賽周，而A、B組的第三名的烏茲別克及巴林需進行附加賽，勝出的隊伍可以與中，北美洲及加勒比海區的小組第四名爭取出線席位。

### 中北美洲及加勒比海區
- 粗體字代表出線外圍賽
- 斜體字代表晉級附加賽階段

| 決賽圈            |
| ----------------- |
| 1. 美國           |
| 2. 墨西哥         |
| 3. 哥斯達黎加     |
| 4. 千里達及托巴哥 |
| 5. 危地馬拉       |
| 6. 巴拿馬         |

中，北美洲及加勒比海區外圍賽所有賽事比數及各組成績（包括預賽、第一圈、第二圈和第三圈）可參見2006年世界盃足球賽外圍賽-中北美洲及加勒比海區。

### 附加賽
在2005年11月12日和16日，共進行餘下五場附加賽，包括：
- 南美洲區小組第五名對大洋洲區冠軍，由澳洲勝出；
- 亞洲區第二圈外圍賽A、B組的第三名的勝方（即第五名）對中北美洲及加勒比海區小組第四名，由千里達及托巴哥勝出；
- 三場歐洲區小組次名附加賽，勝出隊伍為捷克、西班牙及瑞士。

附加賽以雙循環進行，設立作客入球優惠，如兩回合打成平手，則進入加時階段，未能分出勝負的話，最後以十二碼決定勝方。所有勝方最終晉身2006年世界盃的決賽周。

## 退出
- 中非
- 關島
- 尼泊尔

## 外部連結
- 2006年世界盃外圍賽賽事紀錄